# 舒兴阿 (赫舍里氏)
舒兴阿（穆麟德轉寫：šuhingga，1799年—1858年），字雲溪，清朝大臣，赫舍里氏，满洲正蓝旗人，进士出身。
道光元年辛巳科，陕西乡试中举，十二年（1832年）中进士。二十二年（1842年），被清宣宗擢升为内阁学士礼部侍郎、镶黄旗蒙古副都统。改任盛京兵部侍郎。次年，管理宗室觉罗官学。二十四年（1844年），担任总管内务府大臣。在新疆历任伊犁参赞大臣、伊犁将军、和阗办事大臣、阿克苏办事大臣。咸丰元年（1851年），担任户部左侍郎，在军机大臣上行走。转任陕甘总督。二年（1852年），舒兴阿奉旨筹办甘肃省保甲章程，捐军饷保证平定在山西、河南北伐的太平天国军。咸丰八年（1858年）去世。